# Список німецьких назв українських місць
У цьому списку, українські місця (міста, річки, острів і т.д.) в порівнянні з їх (колишніми) німецькими назвами, які вони до сих пір несуть з німецькомовної точки зору сьогодні або які вони несли в той час, коли ці райони належали Дунайській монархії  або Російській імперії.
З метою з’ясування ситуацію в історичних регіонах, якщо це потрібно, це вказується у дужках після німецької назви.
Історичні позначення, які вже не є поширеними у загальному користуванні (але, ймовірно, поширеними в історичному використанні), виділені курсивом.
| Німецькою                                           | Українською                                              |
| A                                                   | A                                                        |
| --------------------------------------------------- | -------------------------------------------------------- |
| Akkerman (Bessarabien)                              | Білгород-Дністровський, рос: Белгород-Днестровский       |
| Alt Danzig (Oblast Kirowohrad)                      | Карлівка, рос: Карловка                                  |
| Althütte (Bukowyna)                                 | Стара Красношора                                         |
| Altschwedendorf (Cherson)                           | Старошведське, зараз - Зміївка (Бериславський район)     |
| Altstadt (Galizien)                                 | Самбір                                                   |
| Andrejewka (Bessarabien)                            | Андріївка                                                |
| Annaberg (Galizien)                                 | Нагірне                                                  |
| Arzis (Bessarabien)                                 | Арциз                                                    |
| Augustendorf (Bukowyna)                             | Банилів-Підгірний                                        |
| B                                                   |                                                          |
| Bajramtscha (Bessarabien)                           | Байрамча                                                 |
| Bardhaus (Karpatenukraine)                          | Барбово                                                  |
| Beresina (Bessarabien)                              | Березине                                                 |
| Bergsaß (Karpatenukraine)                           | Берегове                                                 |
| Berhomet(h) am Pruth (Bukowyna)                     | Берегомет                                                |
| Ber(e)homet(h) am Sereth (Bukowyna)                 | Берегомет                                                |
| Birkendorf (Karpatenukraine)                        | Березинка                                                |
| (Neu) Burschitz (Galizien)                          | Нові Бірчиці                                             |
| Blaubad (Karpatenukraine)                           | Синяк                                                    |
| Blumenfeld                                          | Краснопілля                                              |
| Bochdann (Karpatenukraine)                          | Богдан                                                   |
| Borislau (Galizien)                                 | Борислав                                                 |
| Breschan (Galizien/Ternopil)                        | Бережани                                                 |
| Brigidau (Galizien)                                 | Ланівка                                                  |
| Brukenthal (Galizien)                               | Брукенталь; (Район Домашів)                              |
| Budaki (Bessarabien)                                | Приморське                                               |
| Bad Burnas (Bessarabien)                            | Лебедівка                                                |
| Buschtin an der Theiß (Karpatenukraine)             | Буштино                                                  |
| C                                                   |                                                          |
| Czerniwtzi (Bukowyna)                               | Чернівці; рос: Черновцы                                  |
| D                                                   |                                                          |
| Dennewitz                                           | Прямобалка                                               |
| Deutschkutschau, Deutschkutschowa (Karpatenukraine) | Кучава                                                   |
| Deutschmokra (Karpatenukraine)                      | Німецька Мокра                                           |
| Deutsch-Smolin (Galizien)                           | Смолин                                                   |
| Dnipro                                              | Дніпро; рос: Днепр                                       |
| Dnister                                             | Дністер; рос: Днестр                                     |
| Dombau, Dombo (Karpatenukraine)                     | Дубове                                                   |
| Dorndorf (Karpatenukraine)                          | Драчино                                                  |
| Dornfeld (Galizien, südlich von Lemberg)            | Тернопілля                                               |
| Drogobitsch (Galizien)                              | Дрогобич                                                 |
| E                                                   |                                                          |
| (Gut) Eckert (Bessarabien)                          | Нова Плахтіївка (раніше Sarazika)                        |
| Ehrenfeld (Galizien)                                | Чистопілля (раніше Sarazika)                             |
| Erwinsdorf (Karpatenukraine)                        | Сусково                                                  |
| F                                                   |                                                          |
| Felizienthal (Galizien)                             | Долинівка                                                |
| Friedrichsdorf (Karpatenukraine)                    | Кленовець, сьогодні Кольчино)                            |
| Frumuschika (Bessarabien)                           | Фрумушика-Нова; південніше Старосілля                    |
| G                                                   |                                                          |
| Gäckle (Bessarabien)                                | Trupschije; (західніше Буджака)                          |
| Gelsendorf (Galizien)                               | Загірне                                                  |
| Gnadenfeld (Bessarabien)                            | Благодатне                                               |
| Gnadental                                           | Долинівка                                                |
| Großteutschenau (Karpatenukraine)                   | Тячів                                                    |
| H                                                   |                                                          |
| Halbstadt (Mykolajiw)                               | Новоселівка                                              |
| Halitsch (Galizien)                                 | Галич                                                    |
| Halle (Bessarabien)                                 | Алісчівка; під Монашами                                  |
| Hannowka (Bessarabien)                              | Ганнівка                                                 |
| Helenowka (Bessarabien)                             | Оленівка; північніше Ганнівки                            |
| Hoffnungstal (Odessa)                               | Цебрикове                                                |
| Hrabowo (Karpatenukraine)                           | Грабово (Мукачівський район)                             |
| Hußt (Karpatenukraine)                              | Хуст                                                     |
| J                                                   |                                                          |
| Jamburg (Gouvernement Jekaterinoslaw)               | Дніпрове                                                 |
| Jezupol (Galizien)                                  | Єзупіль                                                  |
| Josephsberg (auch Josefsberg, Galizien)             | Коросниця                                                |
| K                                                   |                                                          |
| Kallusch (Galizien)                                 | Калуш                                                    |
| Kaiserdorf (Galizien)                               | Калинів                                                  |
| Kaltwasser (Galizien)                               | Зимна Вода                                               |
| Kamjanka (Galizien)                                 | Кам'янка-Бузька; раніше Kamjanka Strumilowa)             |
| Kamtschatka (Bessarabien)                           | Кочкувате                                                |
| Karlsdorf (Galizien)                                | сьогодні частина Климця                                  |
| Kaschpalat (Bessarabien)                            | Кашпалат                                                 |
| Katzbach (Bessarabien)                              | Лужанка                                                  |
| Kenderesch (Karpatenukraine)                        | Коноплівці                                               |
| Kyiiw                                               | Київ, рос: Киев                                          |
| Klosterdorf (Cherson)                               | Костирка, сьогодні частина Зміївки                       |
| Klöstitz (Bessarabien)                              | Весела Долина; раніше Клястиця)                          |
| Kolatschowka (Bessarabien)                          | Калачівка (Тарутинський район)                           |
| Königsau (Galizien)                                 | Рівне (Дрогобицький район); рос: Ровное                  |
| Königsfeld an der Theiß (Karpatenukraine)           | Королево                                                 |
| Königsfeld (Karpatenukraine)                        | Усть-Чорна                                               |
| Krasna, Akkerman (Bessarabien)                      | Красне                                                   |
| Krim                                                | Крим, Кримський півострів                                |
| Kulm (südlich von Serpnewe, Bessarabien)            | Підгірне                                                 |
| Kustanowitz (Karpatenukraine)                       | Куштановиця                                              |
| Kurudschika (Bessarabien)                           | Kiruschika, зараз Сухувате                               |
| L                                                   |                                                          |
| Landestreu (Galizien)                               | Зелений Яр (Калуський район)                             |
| Lattoretz (Fluss durch Mukatschewo)                 | Латориця                                                 |
| Leipzig (Bessarabien)                               | Серпневе                                                 |
| Lemberg (Galizien)                                  | Львів, рос: Lwow, пол: Lwów                              |
| Landau (Mykolajiw)                                  | Широколанівка                                            |
| Lustdorf                                            | Люстдорф або Чорноморка                                  |
| M                                                   |                                                          |
| Mädchendorf (Karpatenukraine)                       | Лалово                                                   |
| Machliniec (Galizien)                               | Махлинець                                                |
| Maraslienfeld (Bessarabien)                         | Маразліївка                                              |
| Mintschuna (auch Hoffnungsdorf, Bessarabien)        | Слобідка                                                 |
| Moldauisch Banilla                                  | Банилів-Підгірний                                        |
| Moosberg (Galizien)                                 | сьогодні частина Підлуб                                  |
| Mühlhausendorf (Cherson)                            | Михайлівка, сьогодні частина Зміївки                     |
| Münchenthal (Galizien)                              | Мужиловичі                                               |
| Munkatz/Munkatsch (Karpatenukraine)                 | Мукачево                                                 |
| N                                                   |                                                          |
| Nechrowo (Karpatenukraine)                          | Негрово                                                  |
| Neu Alexandrowka (Bessarabien)                      | Нова Олександрівка                                       |
| Neu-Annowka (Bessarabien)                           | Новоселівка                                              |
| Neu-Baden (Oblast Odessa)                           | Гудевичеве                                               |
| Neu-Berlin (Oblast Odessa)                          | Воробйове                                                |
| Neudorf (Galizien)                                  | Нове село                                                |
| Neudorf (Kolomyja, Galizien)                        | (зруйноване, на південний захід від Отинії)              |
| Neudorf (Galizien)                                  | сьогодні частина Чукви                                   |
| Neuhütte (Bukowyna)                                 | Нова Красношора                                          |
| Neu-Liebental (Oblast Odessa)                       | Вовково                                                  |
| Neu Seimeny (Bessarabien)                           | Нове (Мологівська сільська громада)                      |
| Neu Tarutino (Bessarabien)                          | Нове Тарутине                                            |
| O                                                   |                                                          |
| Oberschönborn (Karpatenukraine)                     | Верхній Коропець                                         |
| Odessa                                              | Одеса, рос: Одесса                                       |
| Ottenhausen (Galizien)                              | Затока (Яворівський район)                               |
| P                                                   |                                                          |
| Pausching (Karpatenukraine)                         | Павшино                                                  |
| Pawlowka (Bessarabien)                              | Павлівка (Арцизький район)                               |
| Peterstal (Bessarabien)                             | Петрівськ                                                |
| Pharaonowka (Bessarabien)                           | Фараонівка                                               |
| Philippowka (Bessarabien)                           | Пилипівка (Любашівський район)                           |
| Plachtejewka (Bessarabien)                          | Плахтіївка                                               |
| Plankenburg (Karpatenukraine)                       | Замок Паланок                                            |
| Plankendorf (Karpatenukraine)                       | Паланок                                                  |
| Plotz (Bessarabien)                                 | Плоцьк                                                   |
| Popasdru (Bessarabien)                              | Курортне                                                 |
| Pußnjack (Karpatenukraine)                          | Пузняківці                                               |
| R                                                   |                                                          |
| Rahiv (Karpatenukraine)                             | Рахів                                                    |
| Reulingen (Bessarabien)                             | Юріївка / Simisitka                                      |
| Rohrbach                                            | Новосвітлівка                                            |
| Romaniwka (Bessarabien)                             | Романівка                                                |
| Rosenfeld (Bessarabien)                             | Розівка (Саратський район)                               |
| Russisch Banilla                                    | Банилів                                                  |
| S                                                   |                                                          |
| Schabo (Bessarabien)                                | Шабо                                                     |
| Schabo Possad (Bessarabien)                         | Шабо Посадь                                              |
| Schabolat (Bessarabien)                             | сьогодні частина Біленьке (Білгород-Дністровський район) |
| Sangerowka (Bessarabien)                            | Новомихайлівка                                           |
| Schlangendorf (Cherson)                             | Зміївка                                                  |
| Schumlau (Galizien)                                 | Віжомля                                                  |
| Schwalbach (Karpatenukraine)                        | Свалява                                                  |
| Seimeny (Bessarabien)                               | Семенівка                                                |
| Sophiendorf (Karpatenukraine)                       | Софія                                                    |
| Sofiental (Bessarabien)                             | Софіївка                                                 |
| Stanislau (Galizien)                                | Івано-Франківськ, раніше Станіславів                     |
| Strassburg (Bessarabien)                            | Кучурган                                                 |
| T                                                   |                                                          |
| Tamurka (Bessarabien)                               | Тамурка (хутір Коренівський)                             |
| Ternopil (Galizien)                                 | Тернопіль                                                |
| Tschischma (Bessarabien)                            | Струмок                                                  |
| Teplitz (Bessarabien)                               | Теплиця                                                  |
| Thekenhausen (Karpatenukraine)                      | Теково                                                   |
| Theoderichshafen (Krim)                             | Севастополь                                              |
| Theresienthal (Karpatenukraine)                     | Тересва                                                  |
| Tschemtschelly (Bessarabien)                        | Комишівка Перша                                          |
| Tschernowitz siehe Czernowitz                       |                                                          |
| Tschiligider (Bessarabien)                          | Новоселівка                                              |
| Tschop (Karpatenukraine)                            | Чоп                                                      |
| Tschortkiv (Galizien)                               | Чортків                                                  |
| Turlaki (Bessarabien)                               | Випасне                                                  |
| U                                                   |                                                          |
| Ugartsberg (Galizien)                               | Угартсберґ, раніше Випучки                               |
| Ukraine                                             | Україна                                                  |
| Ung                                                 | Уж (притока Лаборцю)                                     |
| Ungstadt/Ungwar (Karpatenukraine)                   | Ужгород                                                  |
| Unterrechendorf (Karpatenukraine)                   | Ніжня Грабівніця, сьогодні Чинадійово                    |
| Unterschönborn (Karpatenukraine)                    | Шенборн                                                  |
| W                                                   |                                                          |
| Waterloo (Mykolajiw)                                | Ставки                                                   |
| Wischnitz, Wiznitz (Bukowyna)                       | Вижниця                                                  |
| Wosnesensk (Bessarabien)                            | Вознесенка Перша                                         |
| Worms                                               | Виноградне                                               |

## посилання
- Place Names of Europe [Архівовано 23 серпня 2000 у Wayback Machine.]
- Übersicht über deutsche Dörfer in Bessarabien [Архівовано 15 червня 2021 у Wayback Machine.]
- Karte mit deutschen Siedlungen in Bessarabien [Архівовано 31 січня 2020 у Wayback Machine.] (PDF-Datei; 411 kB)
- Liste genealogisch wichtiger Orte in Bessarabien [Архівовано 22 вересня 2008 у Wayback Machine.]
- Karte deutscher Siedlungen in Galizien von 1939 [Архівовано 21 травня 2020 у Wayback Machine.]
- Ortslexikon der Russlanddeutschen Kolonien und Siedlungen (A–Z) [Архівовано 29 січня 2020 у Wayback Machine.]